# Pseudomys johnsoni
Pseudomys johnsoni är en däggdjursart som beskrevs av Darrell J. Kitchener 1985. Pseudomys johnsoni ingår i släktet australmöss och familjen råttdjur. IUCN kategoriserar arten globalt som livskraftig. Inga underarter finns listade i Catalogue of Life.
Denna gnagare förekommer i norra Australien i delstaterna Western Australia, Northern Territory och Queensland. Den vistas i halvöppna områden med träd som kan ha en tätare undervegetation av buskar samt i gräsmarker med växter av släktet Spinifex. Individerna gräver underjordiska bon med en jordhög vid ingången.